# Эпоха Троецарствия

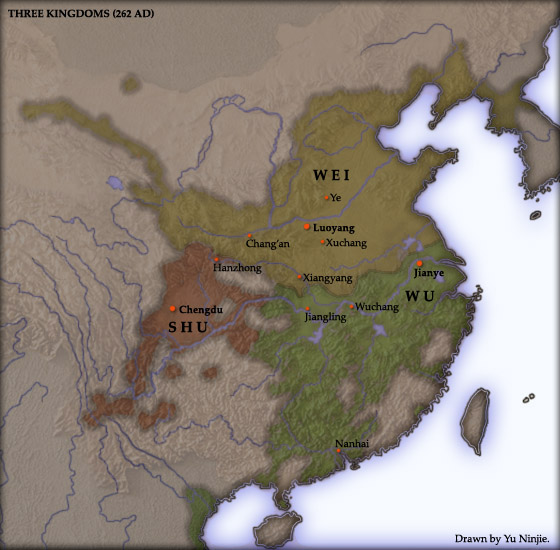
Китайские царства Вэй (жёлтый цвет), У (зелёный) и Шу (красный) в 262 году.

Эпоха Троецарствия или Саньго (кит. трад. 三國時代, упр. 三国时代, пиньинь Sānguó Shídài, палл. Саньго Шидай) — период истории древнего Китая, длившийся с 220 по 280 годы и известный как борьба и противостояние трех государств — Вэй, У и Шу. Начало периода Троецарствия пришлось на 220 год, когда распалась империя династии Хань, а на смену ей пришла империя Цзинь. В некоторых случаях «четвёртым царством» считается существовавшее в 237—238 годах на территории Маньчжурии царство Янь.

## Краткое описание
Чтобы не путать с другими историческими государствами, историки дали каждому из главных государств эпохи Троецарствия собственное имя: государство Вэй (кит. 魏) называется Цао Вэй (кит. 曹魏), государство Шу (кит. 蜀) — Шу Хань (кит. 蜀漢) или Хань (кит. 漢), а государство У (кит. 吳) — Восточное У (кит. трад. 東吳, пиньинь Dōng Wú, палл. Дун У) или Сунь У (кит. 孫吳). Официально эпоха Троецарствия отсчитывается от 220 года, когда образовалось государство Вэй, и заканчивается 280 годом, когда династия Цзинь покорила государство У. Другие историки, однако, датируют начало Троецарствия 184 годом, когда грянуло Восстание жёлтых повязок, положившее начало многочисленным междоусобным войнам и ускорившее распад империи Хань. В романе «Троецарствие», авторство которого приписывается Ло Гуаньчжуну, крах империи Хань связан с правлением императора Хуань-ди (147—167): «Империя была единой до Сянь-ди затем распалась на три царства. Пожалуй, виновниками этого распада были императоры Хуань-ди и Лин-ди. Хуань-ди заточал в тюрьмы лучших людей и слишком доверял евнухам».
Период с 220 по 263 годы характеризуется собственно войнами царств Вэй, Шу и У, а период с 263 по 280 годы связывается с завоеванием царства Шу царством Вэй (263 год), захватом власти в государстве Вэй династией Цзинь и ликвидацией династии Цао (265 год) и покорением государства У династией Цзинь, объединившей разрозненные китайские государства (280 год). Эпоха Троецарствия считается одной из самых кровопролитных в китайской истории. По переписи 280 года, последовавшей после объединения трёх царств в единое государство, в государстве проживало 16 163 863 человека и насчитывалось 2 459 840 хозяйств, в то время как в эпоху правления династии Хань в стране проживало 56 486 856 человек и было 10 677 960 хозяйств. Хотя данные переписи не могут быть абсолютно точными из-за ряда дополнительных факторов, династия Цзинь в 280 году предприняла попытку настолько точно, насколько это возможно, провести перепись населения империи.
За время периода Троецарствия в Китае наметился большой технический прогресс. Китайский полководец и министр (чэнсян) царства Шу Чжугэ Лян изобрёл телегу типа «деревянный вол», способную перевозить огромное количество припасов для нужд армии и города и считающуюся одной из первых тачек мира, а также доработал уже существовавший самозарядный арбалет типа чо-ко-ну (хотя иногда его называют ошибочно изобретателем подобного оружия): подобный арбалет был способен делать 10 выстрелов за 15 секунд. Инженер царства Вэй Ма Цзюнь считается историками не менее известным, чем его предшественник Чжан Хэн: он изобрёл гидравлический театр специально для императора Цао Жуя, цепной насос с квадратным поддоном для орошения садов в Лояне и колесницу, указывающую на юг — безмагнитный компас, работающий на принципе дифференциальных передач.
Хотя эпоха Троецарствия была достаточно короткой, этому историческому периоду уделялось особое внимание в культурах Китая, Японии, Кореи и Вьетнама: по мотивам событий ставились оперы, записывались сказания и легенды, а также романы; в Новейшей истории о событиях эпохи Троецарствия снимаются художественные фильмы и телесериалы, а также разрабатываются компьютерные игры. Наиболее известным произведением является роман Ло Гуаньчжуна «Троецарствие» XIV века, написанный в эпоху династии Мин. Также описанию эпохи посвящена историко-биографическая хроника «История трёх государств» авторства историка Чэня Шоу (290 год) и примечания к хронике авторства Пэя Сунчжи.